# Det Farmaceutiske Fakultet (Københavns Universitet)
Det Farmaceutiske Fakultet var et fakultet ved Københavns Universitet fra 2007 til 2011. Fakultetet opstod, da Danmarks Farmaceutiske Universitet blev fusioneret med Københavns Universitet. Fakultetet ophørte med at være selvstændigt, da det 1. januar 2012 blev sammenlagt med Det Sundhedsvidenskabelige Fakultet.

## Historie
Det Farmaceutiske Fakultet (forkortet FARMA) blev i 1892 grundlagt som Den Farmaceutiske Læreanstalt i Stockholmsgade i København.
I 1942 flyttede den til større lokaler i Universitetsparken på Østerbro og ændrede ved den lejlighed navn til Danmarks Farmaceutiske Højskole.
Navnet ændredes igen i 2003, denne gang til Danmarks Farmaceutiske Universitet.
Dette blev 1. januar 2007 til et fakultet under Københavns Universitet med navnet Det Farmaceutiske Fakultet.
1. januar 2012 fusionerede fakultetet med Det Sundhedsvidenskabelige Fakultet på Københavns Universitet og ophørte dermed som selvstændigt fakultet. Fakultetets aktiviteter er videreført under betegnelsen School of Pharmaceutical Sciences, som danner rammen om de farmaceutiske uddannelses- og forskningsaktiviteter under Det Sundhedsvidenskabelige Fakultet.
På Det Farmaceutiske Fakultet fandtes følgende tre institutter:
- Institut for Farmaci og Analytisk Kemi
- Institut for Farmakologi og Farmakoterapi
- Institut for Medicinalkemi

Det Farmaceutiske Fakultet beskæftigede indtil fusionen med Det Sundhedsvidenskabelige Fakultet omkring 460 medarbejdere, som var farmaceuter, farmakonomer, lektorer, adjunkter, professorer, dr.pharm.'er, lic.pharm.'er, ph.d.'er, ph.d.-studerende, cand.scient.'er, laboranter samt teknisk og administrativt personale.

## Uddannelser
På Det Farmaceutiske Fakultet blev følgende uddannelser udbudt ved fusionen:
- Cand.pharm. (farmaceutuddannelsen)
- Cand.scient. i lægemiddelvidenskab
- Cand.scient. i medicinalkemi
- Cand.scient.pharm. (kandidat i farmaceutisk videnskab)
- Ph.d.-uddannelser
- Adjunktuddannelsen
- Master of Industrial Drug Development
- Master of Drug Management (masteruddannelse i kvalitetssikret lægemiddelanvendelse)
- Master of Pharmaceutical Regulatory Affairs

Lægemidler var omdrejningspunktet for al forskning og undervisning på fakultetet. Forskning inden for lægemiddelområdet skete naturligt mellem forskellige discipliner. Fakultetets forskning og uddannelse omfattede således en integration af de natur-, sundheds-, samfunds- og tekniskvidenskabelige områder.
Der var pr. 1. oktober 2009 indskrevet 1.276 bachelor- og kandidatstuderende på Det Farmaceutiske Fakultet, heraf 67 % kvinder og 33 % mænd. I alt 93 % af de studerende var i gang med farmaceutuddannelsen.
Indtil farmakonomskolen Pharmakon – Danish College of Pharmacy Practice i Hillerød blev indviet i 1970, foregik den videregående uddannelse til farmakonom (lægemiddelkyndig) også på Det Farmaceutiske Fakultet.
55°42′10.07″N 12°33′40.94″Ø / 55.7027972°N 12.5613722°Ø